# Maidana (bướm đêm)
Maidana là một chi bướm đêm thuộc họ Geometridae.